# Phare de Castell de Ferro
Le Phare de Castell de Ferro est un phare situé sur le promontoire de la Punta del Melomar, au sud-ouest de la localité de Castell de Ferro (commune de Gualchos), dans la province de Grenade en Andalousie (Espagne).
Il est géré par l'autorité portuaire du Motril.

## Histoire
Ce phare, inauguré en 1992, est construit sur une tour de vigie, qui date de l'époque arabe, appelée Tour de l'Instance, mais qui a été restaurée au XVIIIe siècle. Elle faisait partie d'un système de tours de guet sur le littoral sud de l'Espagne construites sous le règne du roi Felipe II. C'est une tour conique en pierre sur laquelle a été érigée une galerie et une lanterne. L'accès à la lumière se fait par une passerelle de service construite sur un bâtiment technique adjacent au phare.
En 1939 il a été mis sous l'autorité du corps de Carabiniers et en 1941 sous celle de la Garde civile. C'est le deuxième phare le plus haut d'Espagne (237 m au-dessus du niveau de la mer), avec un autre mirador historique converti en phare.
Identifiant : ARLHS : SPA-060 ; ES-22020 - Amirauté : E0082 - NGA : 4422 .

### Lien connexe
- Liste des phares d'Espagne